# Pterolophia longulipennis
Pterolophia longulipennis är en skalbaggsart som beskrevs av Stefan von Breuning 1961. Pterolophia longulipennis ingår i släktet Pterolophia och familjen långhorningar. Inga underarter finns listade i Catalogue of Life.